# كتاب شرح مذاهب أهل السنة
كتاب شرح مذاهب أهل السنة هو كتاب في الأبواب الفقهية، ألفه الحافظ ابن شاهين (297 هـ - 385 هـ)، رتب المؤلف في كتابه النصوص الحديثية التي يرويها بأسانيده إلى قائليها وذلك فيما يخص الأبواب الفقهية، ثم فقد بدأ بأول كتاب في كتابه وهو كتاب الطهارة فكتاب الحيض فكتاب الصلاة وهكذا حتى ختمها بكتاب السبق بين الخيل، حيث احتوى الكتاب على سبعة وثلاثين كتاب، ولكنه لم يقسم الكتب إلى أبواب بل سرد أحاديث الباب سردا متتابعا مع المحافظة على الترابط بين نصوص الكتاب الواحد، وقد بلغت النصوص في هذا الكتاب أربعة آلاف ومئتين وستة وخمسين نصا مسندا.